# Географія Швеції
Швеція — європейська країна, що знаходиться на півночі континенту, на Скандинавському півострові . Загальна площа країни 450 295 км² (56-те місце у світі), з яких на суходіл припадає 410 335 км², а на поверхню внутрішніх вод — 39 960 км². Площа країни більше ніж ⅔ площі території України. 

## Етимологія
Офіційна назва країни — Королівство Швеція, або коротше Швеція (швед. Konungariket Sverige, Sverige). Назва країни походить від етноніму шведів, що походять від давньогерманського племені свеїв, відомого з перших століть н. е.. Етнонім походить від давньоскандинавського Sviþjoð. Походження першого елементу, Svi, імовірно, праіндоєвропейське *suos — свій, родичі. Останній елемент, þjoð, означає народ, подібно до deut в Deutsch (Німеччина) і teut в Teutons (тевтони). Sverige — скорочення фрази Svea Rike, що означає королівство шведів. Тут rike має той самий зміст, що і нім. reich, дан. rike або дан. rige. Фіно-угорські народи називають сусідню країну Руотсі (фін. Ruotsi, ест. Rootsi, лівською Rūotšmō, саамською Ruoŧŧa), можливо, від roþs- — веслування. Власне, за деякими гіпотезами, від цієї назви походить ім'я варязьких дружин, які відвідували східних слов'ян і яких прозвали русами (руссю). Від них, у свою чергу, походить назва їхньої середньовічної держави на сході Європи — Русь.

## Географічне положення

Карта Швеції від ООН

Швеція розташована в Північній Європі, у східній частині Скандинавського півострова (між Скандинавськими горами та Балтійським морем). Межує з двома іншими країнами: на заході — з Норвегією (спільний кордон — 1666 км), на сході — з Фінляндією (545 км). Загальна довжина державного кордону — 2211 км. Швеція омивається на сході (Ботнічна затока) та півдні водами Балтійського моря. Загальна довжина морського узбережжя 3218 км.
Згідно з Конвенцією Організації Об'єднаних Націй з морського права (UNCLOS) 1982 року, протяжність територіальних вод країни встановлено в 12 морських миль (22,2 км), з коригуванням відстані у протоках. Виключна економічна зона встановлена з врахуванням кордонів і висхідних ліній розмежування сусідів. Континентальний шельф — до глибин 200 м.

### Час
Час у Швеції: UTC+1 (-1 година різниці часу з Києвом). Літній час вводиться останньої неділі березня переводом годинникової стрілки на 1 годину вперед, скасовується в останню неділю жовтня переводом годинникової стрілки на 1 годину назад.

## Рельєф
Середні висоти — 320 м; найнижча точка — осушена частина озера Хаммарсйон поблизу Крістіанстаду (-2,4 м); найвища точка — гора Кебнекайсе (2111 м). У рельєфі півночі та заходу країни переважають гори і плоскогір'я, на півдні — горбисті рівнини. Вздовж кордону з Норвегією простягаються Скандинавські гори, між ними і Ботнічною затокою — плоскогір'я Норланд, південніше — Середньошведська низовина і височина Смоланд. На крайньому півдні — рівнини півострова Сконе.

Рельєф ШвеціїРельєф Швеції
Гіпсометрична карта  ШвеціїГіпсометрична карта  Швеції
Рельєф ШвеціїРельєф Швеції
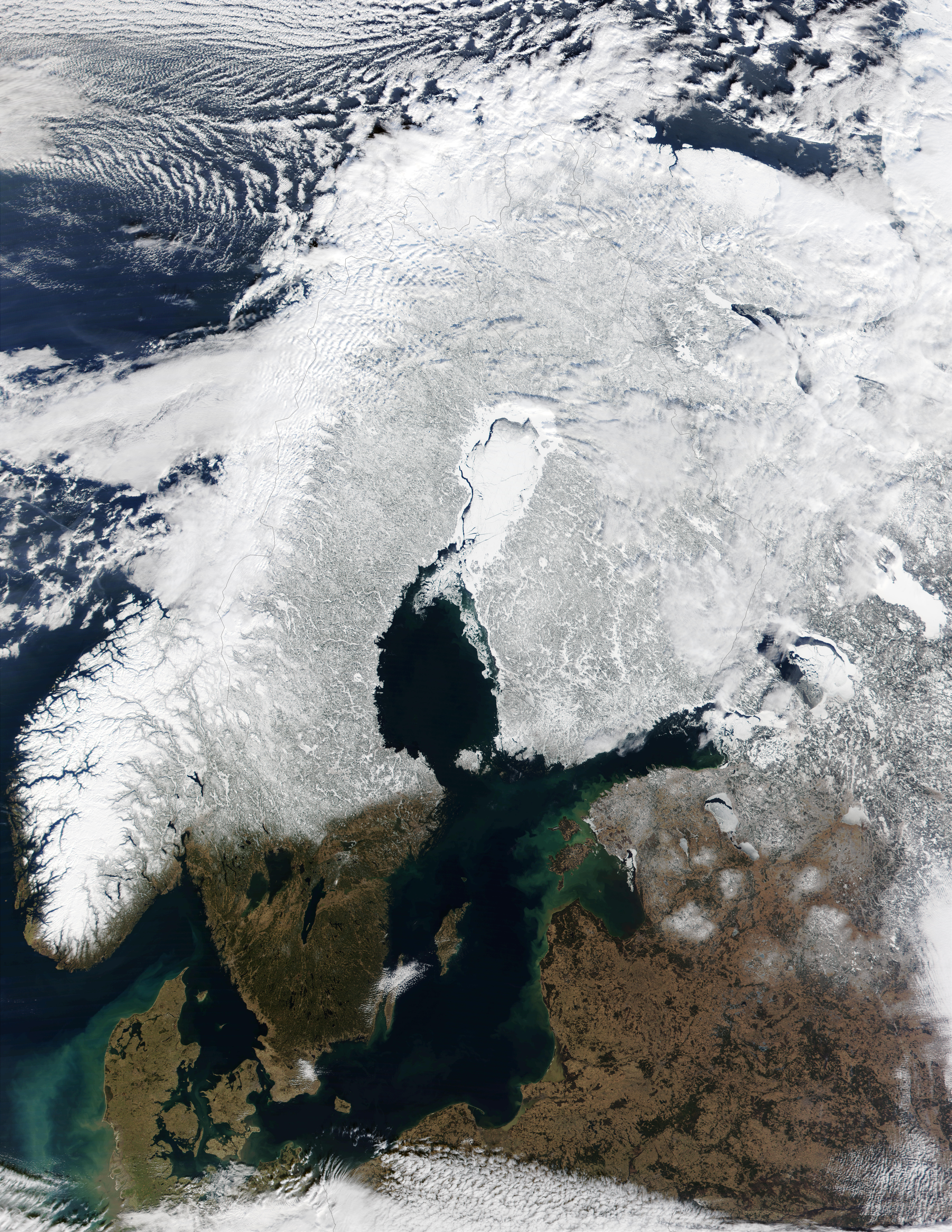
Супутниковий знімок поверхні країни
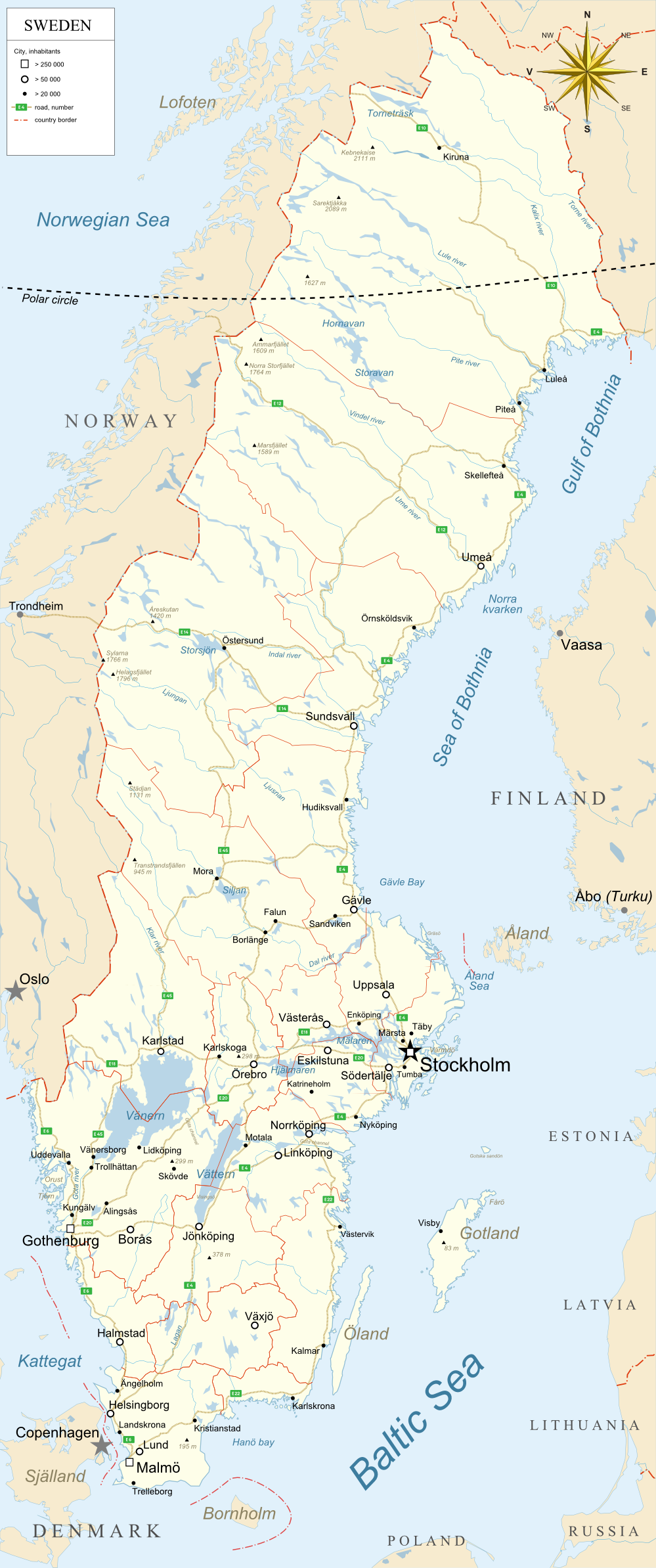
Карта країни (англ.)
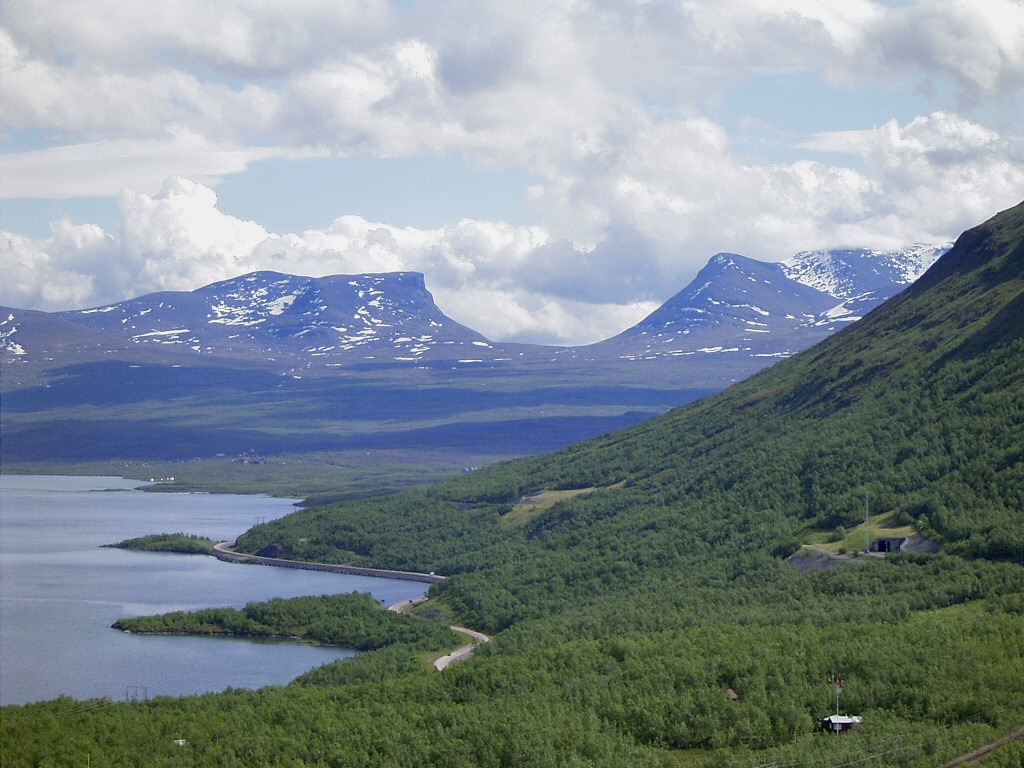
Гори Лапландії

### Острови
У Швеції налічується понад 20 тис. островів (найбільші — Готланд і Еланд).[джерело?]

## Клімат
Територія Швеції лежить у помірному кліматичному поясі перехідного від морського (на південному заході) до напівконтинентального типу (Лапландія). Перевалюють помірні повітряні маси цілий рік, західний масоперенос. Значні сезонні амплітуди температури повітря. Відносно тепла зима з нестійкою погодою, штормовими вітрами, сніговий покрив. Відносно прохолодне літо з більш ясною погодою. Зволоження достатнє, на півночі — надмірне.

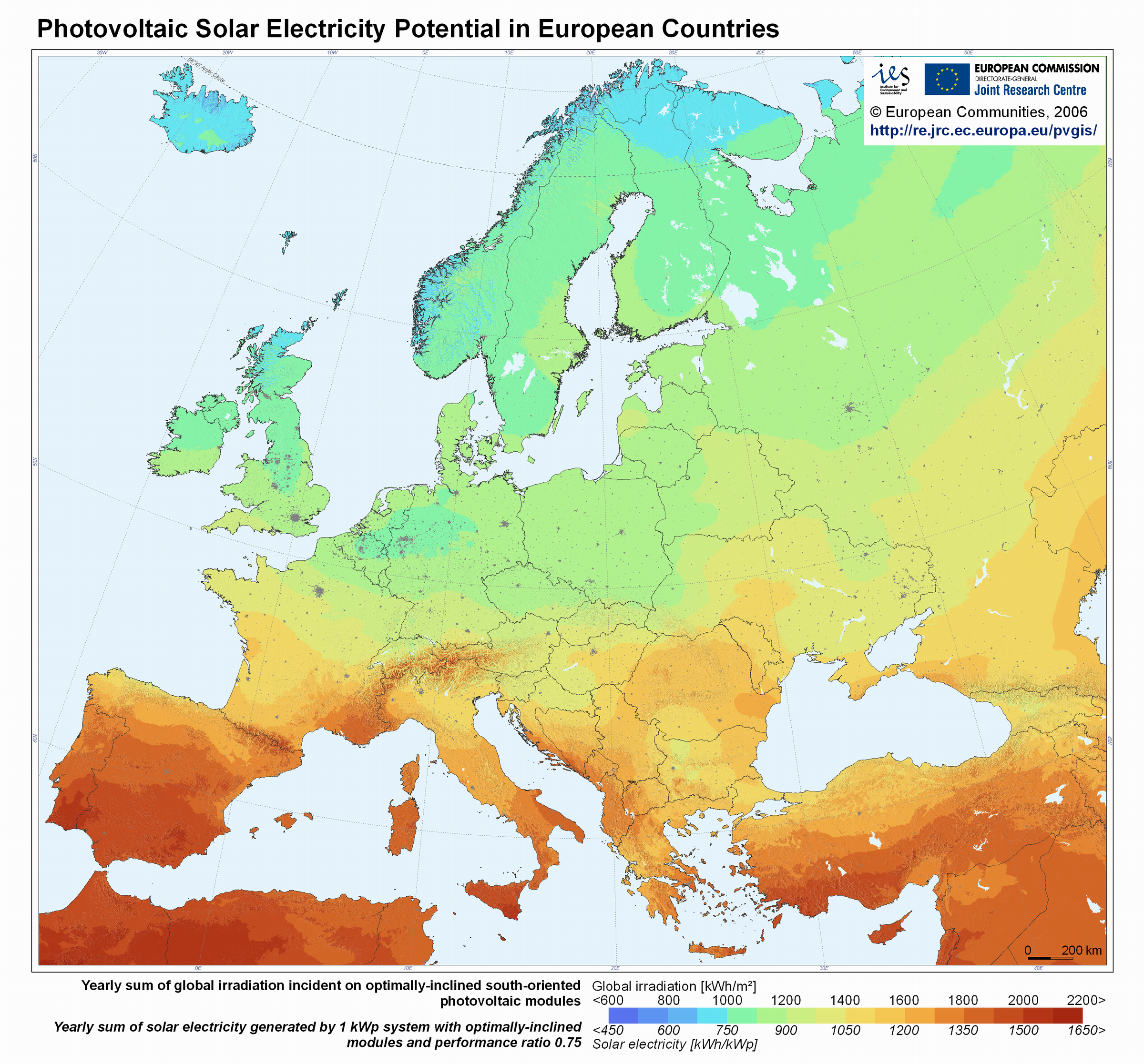
Сонячна радіація в Європі (англ.)
Кліматична карта Швеції (за Кеппеном)

Швеція є членом Всесвітньої метеорологічної організації (WMO), в країні ведуться систематичні спостереження за погодою.

## Внутрішні води
Загальні запаси відновлюваних водних ресурсів (ґрунтові і поверхневі прісні води) становлять 174 км³.
Станом на 2012 рік в країні налічувалось 1640 км² зрошуваних земель.

### Річки
Річки країни належать басейну Балтійського моря Атлантичного океану. Більшість річок (Каліксельвен, Шеллефтеельвен, Умеельвен, Турнеельвен та інші) тече із заходу на схід, впадає в Ботнічну затоку, або безпосередньо до Балтійського моря. Річки переважно порожисті багаті на гідроенергію.

### Озера
Загалом у Швеції нараховують близько 4 тис. озер площею понад 1 км² найбільше з яких — Венерн — займає 5585 км². Озера Венерн, Веттерн, Ельмарен, Меларен, Сільян (озеро) та інші займають близьк 9 % території країни.

## Рослинність
В основному природна рослинність Швеції представлена лісами. Швеція — дуже лісиста країна, тому що є прикладом дбайливого ставлення до природи, ліси тут збереглися дуже добре й на значній частині території є угруповання великих старих лісів. Найбільше представлені хвойні ліси: ялина (смерека), сосна лісова, ялиця, модрина європейська, тис. Ліси в південній половині  мішаного типу, в північній половині та в горах — тайгового типу. Шведська тайга є одним із найбільш диких та не порушених людиною ландшафтів Європи з добре збереженою природою. Завдяки поєднанню віковічних лісів, гір та озер, ландшафти Швеції неймовірно мальовничі. Дуже поширені також  пустища — зарості вересу, дроку, низьких хвойних. Північна частина знаходиться в зоні субарктичного клімату, там представлена рослинність лісотундри, криволісся та типової тундри — морошка, пухівка, осоки, ліннея, брусниця, карликова береза, верба лапландська, макм, мохи, ягель тощо. На Північному Заході трапляються арктичні напівпустельні ландшафти, рослинність яких представлена лише окремими розрідженими заростями осок, мохів та лишайників серед відкритого каміння. Південна частина (особливо приморські райони) значно більш трансформована антропогенним ландшафтом, на збережених ділянках природи має широколистяно-лісову рослинність (липа, клен, граб, бук, у теплих місцях — дуб, ясен, в'яз). 
На крайньому Південному Сході у комуні Фальчепінг лена Вестра-Йоталанд, що має найтепліший та найм'якший у країні клімат із найбільшою для Скандинавії кількістю сонячних та сухих днів, поширені ландшафти лісостепу, де чергуються теплі світлі листяні діброви та території сухих луків і ксеротермічної степової трав'янистої рослинності на підвищеннях та схилах. То є найпівнічніші степи в Європі. Завдяки цьому у Вестра-Йоталанд створено багато заповідних об'єктів. Зокрема в заповіднику Нолґарден-Нес (Nolgården Näs), що знаходиться в комуні Фальчепінг, охороняються досить великі ділянки різнотравно-ковилового степу (ковила пірчаста, лілія, астрагали, маточник вузьколистий, суховершки великоцвіті, маренка фарбувальна, рутвиця проста, медунка, гадючник, конюшина, перстач скельний, різні глухокропивні, дзвіночки, бобове та айстрове різнотрав'я).

## Тваринний світ

### Фауна
Фауна Швеції дуже багата й різноманітна в силу того, що країна розташована в кількох природних зонах. На півночі представлена типова фауна тундри й тайги (ведмідь бурий, олень північний, лемінг, росомаха, рись, миші та полівки, жовна чорна, горіхівка, куріпка біла, сова велика сіра, сова яструбина тощо), плазуни — гадюка звичайна, ящірка живородна, на півдні Швеції поширені борсук, їжак, куниця кам'яна, різноманітні птахи, кілька видів плазунів (вуж звичайний та веретільниця є характерними для листяних та світлих мішаних лісів, болотистих місць, берегів водойм та галявин, а більш теплолюбні види — мідянка та прудка ящірка, які мешкають на широких узліссях, схилах, піщаних ділянках та пустищах). Для всієї території характерні куниця лісова, вовк, лисиця, горностай, ласиця, яструб великий, крук, беркут, білохвіст, боривітер, сапсан. На півдні багато комах — метеликів, бджіл та ос, жуків, мурашиних левів. Біля водойм є багато видів бабок, а для хвойних лісів типовим видом є мураха руда лісова. На півночі комахи найбільше представлені джмелями, нічними метеликами, жуками-вусачами та кровосисними двокрилими — мошкою, комарями, ґедзями. Усього в Швеції описано близько 33000 видів комах. На приморських ділянках, морських скелях та в акваторіях — ластоногі, пташині базари, китоподібні. Дуже багато та різноманітно представлений в країні клас птахів, у Швеції їх велика кількість видів (близько 340) — в основному водоплавні, морські, болотяні (качки, гуси, лебеді, кулики, баклани, мартини, кайри, іпатки, крячки тощо), лісові (синиці, дрозди, сорокопуди, шишкарі, дрібні співочі, дятли, воронові, зозулі тощо), денні та нічні хижі птахи (орли, яструби, шуліки, соколи, совоподібні тощо), у меншій мірі — птахи відкритих просторів (наприклад, куріпки, жайворонки); біорізноманіття дуже збагатилося також за рахунок інтродукції та акліматизації іноземних видів птахів (в основному декоративних водоплавних). Також дуже багато видів риб.

### Тваринне населення
Зоогеографічно територія країни належить до Голарктичної зоогеографічної області: північна частина Скандинавських гір — до Арктичної підобласті, більша частина території країни — до Європейсько-Сибірської тайгової провінції, південь — до Європейської лісової провінції Циркумбореальної підобласті. 
Тому основу тваринного населення регіону становлять зональні хвойнолісові (1), лісотундрові (2), тундрові (3), мішанолісові (4) й широколистянолісові (5) угруповання тварин, а також інтразональні гірські й водно-болотні (долинно-річкові, приморські) тваринні угруповання, характерні для помірного і субарктичного кліматичних поясів. Особливістю тваринного населення країни є відносно низьке видове різноманіття, адаптація до холодів, вплив океанічного клімату, наявність як бореальних, так і неморальних видів, сезонні міграції птахів. 
Характерними видами хребетних на півночі країни вважаються песець (Vulpes lagopus), північний олень (Rangifer tarandus), морж (Odobenus rosmarus), білий ведмідь (Ursus maritimus), мартин полярний (Larus hyperboreus), гага звичайна (Somateria mollissima), поморник довгохвостий (Stercorarius longicaudus), в центральних і південних районах —  лось (Alces alces), сарна європейська (Capreolus capreolus), ведмідь бурий (Ursus arctos), кабан (Sus scrofa), вовк (Canis lupus), лисиця звичайна (Vulpes vulpes), рись євразійська (Lynx lynx), борсук (Meles meles), заєць сірий (Lepus europaeus), їжак (Erinaceus europaeus), глушець білодзьобий (Tetrao urogallus), дрізд співочий (Turdus philomelos), синиця велика  (Parus major) тощо. Домінуючими в зональних угрупованнях є переважно мезофільні групи та види тварин.

## Стихійні природні явища
На території країни спостерігаються небезпечні природні явища і стихійні лиха: морська крига на узбережжі ускладнює судноплавство, особливо в опрісненій Ботнічній затоці на півночі.

## Природні ресурси

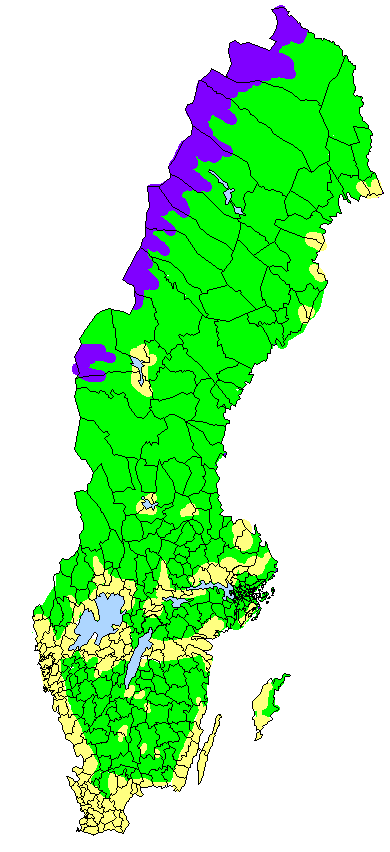
Використання земель

### Мінеральні ресурси
Надра Швеції багаті на ряд корисних копалин: залізну руду, мідь, свинець, цинк, золото, срібло, вольфрам, уранові руди, миш'як, польовий шпат.

### Земельні ресурси
Земельні ресурси Швеції (оцінка 2011 року):
- придатні для сільськогосподарського обробітку землі — 7,5 %,
  - орні землі — 6,4 %,
  - багаторічні насадження — 0 %,
  - землі, що постійно використовуються під пасовища — 1,1 %;
- землі, зайняті лісами і чагарниками — 68,7 %;
- інше — 23,8 %[1].

## Охорона природи
Серед екологічних проблем варто відзначити:
- кислотні дощі, які знищують екоситстеми озер і лісів;
- забруднення морських вод Північного і Балтійського моря.

Швеція є учасником ряду міжнародних угод з охорони навколишнього середовища:
- Конвенції про транскордонне забруднення повітря (CLRTAP),
- Мадридського протоколу про охорону навколишнього середовища до Договору про Антарктику,
- Конвенції про біологічне різноманіття (CBD),
- Рамкової конвенції ООН про зміну клімату (UNFCCC),
- Кіотського протоколу до Рамкової конвенції,
- Конвенції ООН про боротьбу з опустелюванням (UNCCD),
- Конвенції про міжнародну торгівлю видами дикої фауни і флори, що перебувають під загрозою зникнення (CITES),
- Конвенції про заборону військового впливу на природне середовище (ENMOD),
- Базельської конвенції протидії транскордонному переміщенню небезпечних відходів,
- Конвенції з міжнародного морського права,
- Лондонської конвенції про запобігання забрудненню моря скиданням відходів,
- Монреальського протоколу з охорони озонового шару,
- Міжнародної конвенції запобігання забрудненню з суден (MARPOL),
- Міжнародної угоди про торгівлю тропічною деревиною 1983 і 1994 років,
- Рамсарської конвенції із захисту водно-болотних угідь,
- Міжнародної конвенції з регулювання китобійного промислу[1].

## Фізико-географічне районування
У фізико-географічному відношенні територію Швеції можна розділити на _ райони, що відрізняються один від одного рельєфом, кліматом, рослинним покривом:.

### Українською
- Атлас світу / голов. ред. І. С. Руденко ; зав. ред. В. В. Радченко ; відп. ред. О. В. Вакуленко. — К. : ДНВП «Картографія», 2005. — 336 с. — ISBN 9666315467.
- Атлас. 7 клас. Географія материків і океанів / Укладачі О. Я. Скуратович, Н. І. Чанцева. — К. : ДНВП «Картографія», 2014.
- Барановська О. В. Фізична географія материків і океанів : навч. посіб. для студентів ВНЗ : [у 2 ч.]. — Н. : Ніжинський державний університет ім. Миколи Гоголя, 2013. — 306 с. — ISBN 978-617-527-106-3.
- Бєлозоров С. Т. Географія материків. — К. : Вища школа, 1971. — 371 с.
- Гірничий енциклопедичний словник : у 3 т / за ред. В. С. Білецького. — Д. : Східний видавничий дім, 2001—2004.

- Гілецький Й. Р. Природні ресурси світу : Навч. посібник. — Львів : Світ, 2004. — 304 с. — ISBN 966-603-307-0
- Дубович І. А. Країнознавчий словник-довідник. — 5-те вид., перероб. і доп. — К. : Знання, 2008. — 839 с. — ISBN 978-966-346-330-8.
- Заставецький Ю. С. Регіональна фізична географія світу : Навч. посібник. — Львів : Світ, 2000. — 480 с.
- Економічна і соціальна географія країн світу. Навчальний посібник / За ред. Кузика С. П. — Л. : Світ, 2002. — 672 с. — ISBN 966-603-178-7.
- Кукурудза С. І. Біогеографія : Підручник. — Львів : Вид-во ЛГУ ім. Івана Франка, 2006 — 504 с. — ISBN 966-613-502-7
- Палієнко В. І., Шищенко П. Г., Бойко В. М. Фізична географія світу : Навч. посібник. — К. : КНУ ім.  Т. Шевченка, 2016. — 246 с. — ISBN 978-966-439-918-1
- Панасенко Б. Д. Фізична географія материків : навч. посіб. : в 2 ч. — В. : ЕкоБізнесЦентр, 1999. — 200 с.
- Пузанов І. І. Зоогеографія : Підручник. — Київ—Львів : Рад. школа, 1949. — 504 с.
- Фізична географія материків та океанів : підруч. для студ. вищ. навч. закл. : у 2 т / за ред. П. Г. Шищенка. — К. : Видавництво Київського нац. ун-т ім. Т. Шевченка, 2010. — Т. 2. : Європа. — 464 с. — ISBN 978-966-439-273-7.
- Юрківський В. М. Регіональна економічна і соціальна географія. Зарубіжні країни: Підручник. — 2-ге. — К. : Либідь, 2001. — 416 с. — ISBN 966-06-0092-5.

### Англійською
- (англ.) Graham Bateman. The Encyclopedia of World Geography. — Andromeda, 2002. — 288 с. — ISBN 1871869587.

### Російською
- (рос.) Швеция // Страны и народы. Зарубежная Европа. Общий обзор. Северная Европа / Редкол. : В. П. Максаковский, С. А. Токарев (отв. ред.) и др. — М. : «Мысль», 1981. — 269 с. — (Страны и народы) — 180 тис. прим.
- (рос.) Авакян А. Б., Салтанкин В. П., Шарапов В. А. Водохранилища. — М. : Мысль, 1987. — 326 с. — (Природа мира)
- (рос.) Алисов Б. П., Берлин И. А., Михель В. М. Курс климатологии [в 3-х тт.] / под. ред. Е. С. Рубинштейна. — Л. : Гидрометиздат, 1954. — Т. 3. Климаты земного шара. — 320 с.
- (рос.) Ананьин И. В. Землетрясения Балтийского щита и особенности их проявления // Сильные землетрясения и сейсмические воздействия. — М., 1987. — С. 96—105.
- (рос.) Апродов В. А. Зоны землетрясений. — М. : Мысль, 2010. — 462 с. — (Природа мира) — ISBN 978-5-244-01122-7.
- (рос.) Букштынов А. Д., Грошев Б. И., Крылов Г. В. Леса. — М. : Мысль, 1981. — 316 с. — (Природа мира)
- (рос.) Гвоздецкий Н. А. Карст. — М. : Мысль, 1981. — 214 с. — (Природа мира)
- (рос.) Гвоздецкий Н. А., Голубчиков Ю. Н. Горы. — М. : Мысль, 1987. — 400 с. — (Природа мира)
- (рос.) Дарлингтон Ф. Зоогеография. Географическое рапространение животных / Пер. с англ. М. М. Мержеевской и К. П. Филонова. Ред.: К. П. Филонов. — М. : Прогресс, 1966. — 520 с.
- (рос.) Долгушин Л. Д., Осипова Г. Б. Ледники. — М. : Мысль, 1989. — 448 с. — (Природа мира) — ISBN 5-244-00315-1.
- (рос.) Дроздов Н. Н., Мяло Е. Г. Биогеография мира : Учебник. — М. : Высшая школа, 1985. — 272 с.
- (рос.) Исаченко А. Г., Шляпников А. А. Ландшафты. — М. : Мысль, 1989. — 504 с. — (Природа мира) — ISBN 5-244-00177-9.
- (рос.) Каплин П. А., Леонтьев О. К., Лукьянова С. А., Никифоров Л. Г. Берега. — М. : Мысль, 1991. — 480 с. — (Природа мира) — ISBN 5-244-00449-2.
- (рос.) Словарь современных географических названий / под общей редакцией акад. В. М. Котлякова. — Екатеринбург : У-Фактория, 2006.
- (рос.) Литвин В. М., Лымарев В. И. Острова. — М. : Мысль, 2010. — 288 с. — (Природа мира) — ISBN 978-5-244-01129-6.
- (рос.) Лобова Е. В., Хабаров А. В. Почвы. — М. : Мысль, 1983. — 304 с. — (Природа мира)
- (рос.) Максаковский В. П. Географическая картина мира. Книга I: Общая характеристика мира. — М. : Дрофа, 2008. — 495 с. — ISBN 978-5-358-05275-8.
- (рос.) Максаковский В. П. Географическая картина мира. Книга II: Региональная характеристика мира. — М. : Дрофа, 2009. — 480 с. — ISBN 978-5-358-06280-1.
- Николаев Н. И. О связи сейсмичности Балтийского щита и норвежских каледонид с неотектоникой // Вестник МГУ. — М., 1966. — С. 20—36.
- (рос.) Норвегия // Поспелов Е. М. Топонимический словарь. — М. : АСТ, 2005. — 229 с. — ISBN 5-17-016407-6.
- Соловьев С. Л. О связи землетрясений Скандинавии с отрицательными формами рельефа // Известия АН СССР. Серия География. — М., 1963. — № 6.
- (рос.) Физико-географический атлас мира. — М. : Академия наук СССР и Главное управление геодезии и картографии ГГК СССР, 1964. — 298 с.
- (рос.) Швеция // Энциклопедия стран мира / глав. ред. Н. А. Симония. — М. : НПО «Экономика» РАН, отделение общественных наук, 2004. — 1319 с. — ISBN 5-282-02318-0.
- (рос.) Власова Т. В. Физическая география материков. С прилегающими частями океанов. Евразия, Северная Америка. — 4-е, перераб. — М. : Просвещение, 1986. — 417 с.
- (рос.) Добрынин Б. Ф. Физическая география Западной Европы. — М. : Учпедгиз, 1948. — 415 с.
- (рос.) Карри-Линдал К. Европа. — М. : Прогресс, 1981. — 334 с. — (Континенты, на которых мы живем)